# Pour qui sonne le glas (film)
 (juillet 2022).
Si vous disposez d'ouvrages ou d'articles de référence ou si vous connaissez des sites web de qualité traitant du thème abordé ici, merci de compléter l'article en donnant les références utiles à sa vérifiabilité et en les liant à la section « Notes et références ».
Pour les articles homonymes, voir Pour qui sonne le glas (homonymie).
Pour plus de détails, voir Fiche technique et Distribution.

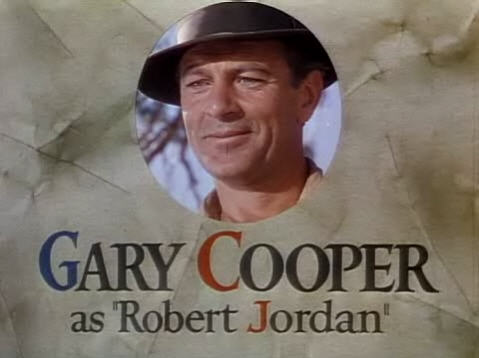
Gary Cooper dans le générique du film.

Pour qui sonne le glas (For Whom the Bell Tolls) est un film américain réalisé par Sam Wood sorti en 1943.
Le film est tiré du roman d'Ernest Hemingway Pour qui sonne le glas.

## Synopsis
Venu combattre aux côtés des républicains lors de la guerre d'Espagne, l'Américain Robert Jordan est chargé de faire sauter en Castille un pont défendu par les fascistes, afin de couper la route à l'armée franquiste. Il tombe amoureux de Maria, une des résistantes du groupe dirigé par Pablo et sa femme Pilar.

## Fiche technique
- Titre : Pour qui sonne le glas
- Titre original : For Whom the Bell Tolls
- Réalisation : Sam Wood
- Scénario : Dudley Nichols d'après le roman éponyme d'Ernest Hemingway
- Direction artistique : Haldane Douglas et Hans Dreier
- Création des décors : William Cameron Menzies
- Photographie : Ray Rennahan
- Montage : John F. Link Sr. et Sherman Todd
- Producteur : Sam Wood et Buddy G. DeSylva producteur exécutif (non crédité)
- Musique : Victor Young
- Société de production et de distribution : Paramount Pictures
- Effets visuels : Collaborateurs divers, dont Gordon Jennings
- Pays de production :  États-Unis
- Format : Couleur Technicolor - Son : Mono (Western Electric Mirrophonic Recording) ; consultante : Natalie Kalmus
- Langue : anglais, espagnol
- Genre : Drame de guerre
- Durée : 170 minutes
- Dates de sortie : 
  - États-Unis : 14 juillet 1943 (New York)
  - France : 20 juin 1947
- Affiche : Boris Grinsson (France)

## Distribution
- Gary Cooper (VF : Richard Francœur) : Robert Jordan
- Ingrid Bergman (VF : Éléonore Hirt) : María
- Akim Tamiroff (VF : Georges Chamarat) : Pablo
- Arturo de Córdova : Agustín
- Vladimir Sokoloff : Anselmo
- Mikhail Rasumny : Rafael
- Fortunio Bonanova (VF : Robert Dalban) : Fernando
- Eric Feldary (VF : Pierre Leproux) : Andrés
- Victor Varconi : Primitivo
- Katína Paxinoú (VF : Germaine Kerjean) : Pilar
- Joseph Calleia : le sourd
- Lilo Yarson : Joaquin
- Alexander Granach : Paco
- Adia Kuznetzoff : Gustavo
- Leonid Snegoff : Ignacio
- Leo Bulgakov : Général Golz
- Duncan Renaldo : Lieutenant Berrendo
- Frank Puglia : Capitaine Gomez
- Pedro de Cordoba : Colonel Miranda
- Michael Visaroff : un officier
- Martin Garralaga : Capitaine Mora
- Jean Del Val : le tireur embusqué
- John Mylong (VF : Jean-Henri Chambois) : Colonel Duval
- Fédor Chaliapine fils : Kashkin

Et, parmi les acteurs non crédités :
- George Coulouris : André Massart
- Yvonne De Carlo : une fille dans un café
- William Edmunds : 1er soldat
- Soledad Jiménez : l'épouse de Guillermo
- Alberto Morin : 2e soldat
- Konstantin Shayne : Karkov

## Galerie

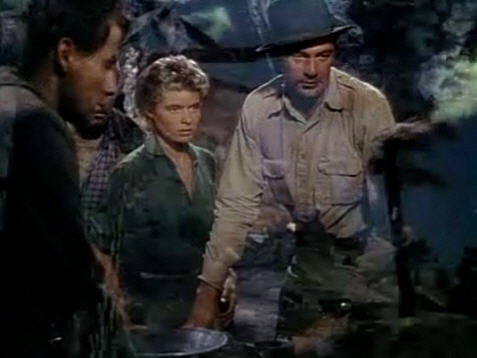
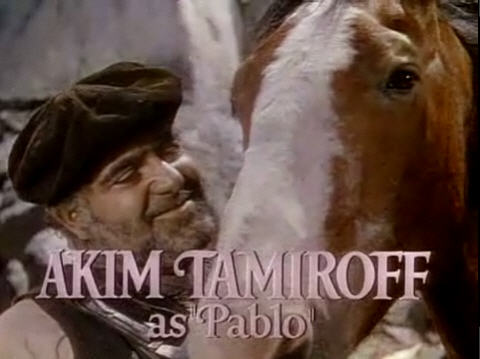
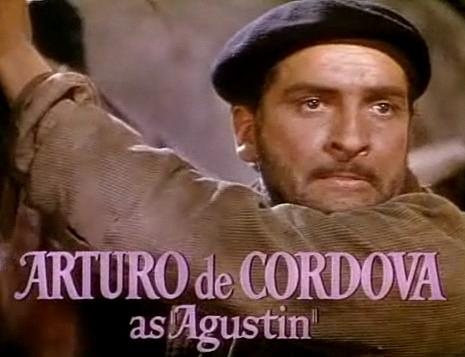
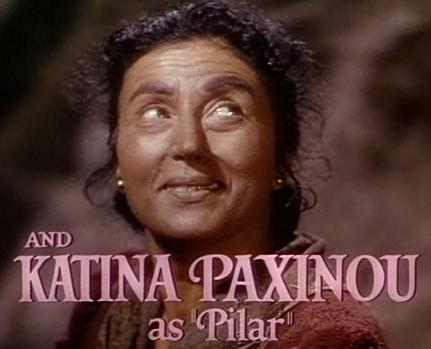
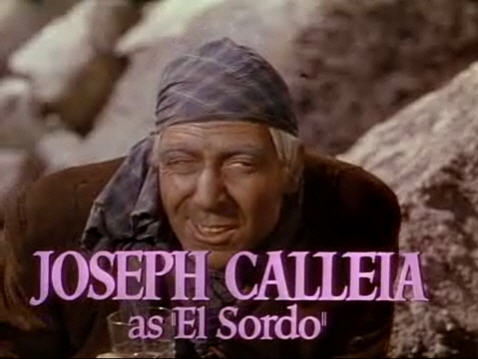
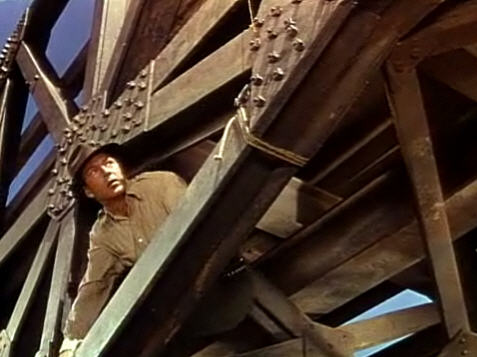

## Box-office
Le film est un véritable succès commercial. Il engrange 8,27 millions d'entrées en France et 9,70 millions d'entrées au Royaume-Uni. Il se classe à la seconde place du box-office américain de l'année 1943 derrière This Is the Army.

## Autour du film
- Le film a été tourné en 24 semaines : 12 en studios et 12 dans la Sierra Nevada californienne[2].
- Le film a inspiré un morceau (homonyme) du groupe de thrash metal Metallica.
- C'est la deuxième fois que Gary Cooper incarne au cinéma un héros d'Hemingway : il avait joué le rôle de Frederic Henry dans L’Adieu aux armes de Borzage, sorti en 1932.

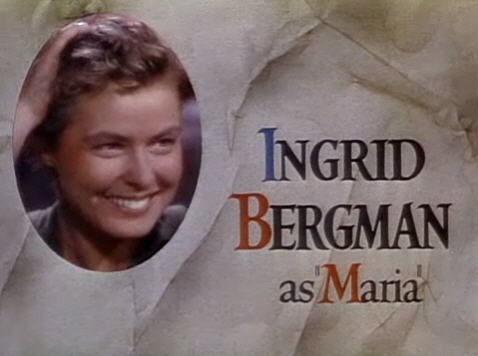

### Commentaires
(juin 2022).
- Si vous ne connaissez pas le sujet, laissez ce bandeau (vous pouvez alors contacter les auteurs).
- Si vous supprimez le contenu mis en cause (vous pouvez préalablement contacter les auteurs),

argumentez précisément cette suppression dans la page de discussion
(un manque de référence n'est pas un argument ; une recherche réelle de référence doit avoir été effectuée, être formellement documentée).
De la séquence d'ouverture à la séquence de fermeture, le film est traversé par trois thèmes majeurs.
1. Le thème de la mort. Robert a pour mission de faire sauter le pont et il sait qu’il n’y survivra pas. Pablo, en connaissant la mission, sait immédiatement qu’elle conduira à leur mort. Sordo, aussi, y voit cette issue inévitable. Presque tous les personnages contemplent leur propre mort.
2. Le thème de la camaraderie accompagne la perspective de la mort, sacrifice des personnages pour une juste cause. Robert Jordan, Anselmo et les autres sont prêts à le faire, comme « tout homme de bien le ferait », avec des accolades fréquentes qui renforcent l’impression d’un compagnonnage intense. Après avoir annoncé à Joaquim l’exécution de toute sa famille, tout le monde l’embrasse et déclare être maintenant sa famille. Cet amour des uns pour les autres se porte aussi à la terre d’Espagne, dès le début jusqu’à la fin. C’est un hymne à la vie traversée par la mort, la vie simple et poignante décrite comme « sentir son cœur battre contre le sol tapissé d’aiguilles de pin ».
3. Le thème du suicide chez tous les personnages où chacun préfère se donner la mort ou être achevé par un camarade plutôt qu’être capturé. L’image finale est Robert Jordan, blessé et incapable de suivre ses compagnons, qui se prépare à mourir en protégeant ses compagnons par une embuscade contre les poursuivants.

## Distinctions

### Récompenses
- National Board of Review 1943 :
  - Meilleure actrice pour Katína Paxinoú
- New York Film Critics Circle 1943 :
  - Meilleure actrice pour Katína Paxinoú
- Oscars 1944 :
  - Meilleure actrice dans un second rôle pour Katína Paxinoú
- Golden Globes 1944
  - Meilleur acteur dans un second rôle pour Akim Tamiroff
  - Meilleure actrice dans un second rôle pour Katína Paxinoú

### Nominations
- Oscars 1944 :
  - Meilleur film
  - Meilleur acteur pour Gary Cooper
  - Meilleure actrice pour Ingrid Bergman
  - Meilleur acteur dans un second rôle pour Akim Tamiroff
  - Meilleurs décors pour Hans Dreier et Haldane Douglas
  - Meilleure photographie pour Ray Rennahan
  - Meilleur montage pour Sherman Todd et John F. Link Sr.
  - Meilleurs musique de film pour Victor Young